# Vivaro (Pordenone)
Vivaro (friülà Vivâr) és un municipi italià, dins de la província de Pordenone. L'any 2007 tenia 1.314 habitants. Limita amb els municipis d'Arba, Cordenons, Maniago, San Giorgio della Richinvelda, San Quirino i Spilimbergo.

## Administració
| Període | Identitat      | Partit        |
| ------- | -------------- | ------------- |
| 2004-   | Ezio Cesaratto | La Margherita |